# Batalla de Guérande

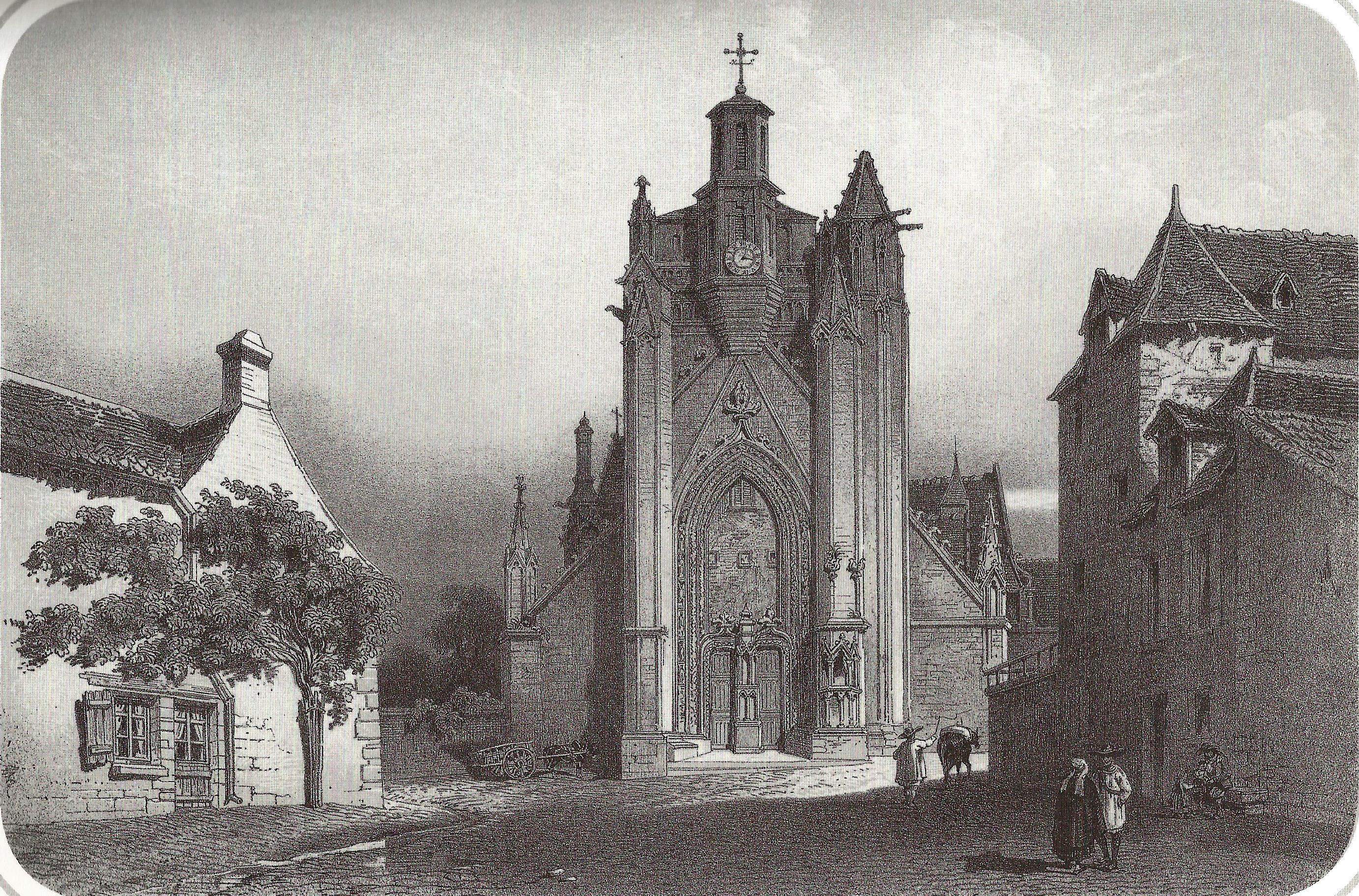
Església de Guérande (Thomas Drake).

La batalla de Guérande va tenir lloc el 7 de juliol de 1815, durant la Chouanrie de 1815. Va acabar amb la victòria dels imperials que van repel·lir un atac dels chouans contra la ciutat fortificada de Guérande.

## Preludi
Durant la Chouannerie de 1815, un exèrcit de chouans comandat per Pierre Louis du Cambout de Coislin es va organitzar a la regió entre Redon i Guérande, als límits d'Ille-et-Vilaine i Loire-Inférieure3. El 20 de maig, a Campbon, una escaramuza va enfrontar els chouans de Coislin amb un destacament imperial de Savenay, però els dos camps es van dissoldre després d'un breu tiroteig. El 25 de maig, al capdavant d'una petita tropa, Coislin va aconseguir un petit èxit en repel·lir un nou atac d'una tropa que sortia de Savenay i que no va aconseguir travessar el fossat del castell de Quéhillac. A finals de maig, els anglesos van fer un petit desembarcament al port de Folleux, però només van lliurar algunes coses.
Coislin va mostrar una precaució extrema i les seves tropes es van mostrar reticents a creuar el Loira per establir una unió amb els Vendéans Des del seu bastió de Campbon, es limita a repetides marxes entre el Loira i la Vilaine i travessa 70 comunes. Aleshores es va conformar amb donar suport a l'objectiu de Sol de Grisolles, el general dels Chouans de Morbihan, que era controlar les dues ribes de la Vilaine.
A finals de juny i principis de juliol, Coislin va ocupar Pontchâteau i va acollir el mariscal de camp Anne-Pierre de Bertier de Sauvigny.
Tanmateix, aviat es va conèixer la notícia de l'abdicació de Napoleó el 22 de juny, i el general Louis d'Andigné, comandant de l'exèrcit catòlic i reial del Baix Anjou i l'Alta Bretanya, que va reunir les forces reialistes del nord de Maine-et-Loire i del nord. Loire-Inférieure, ordena a Coislin que eviti els combats ara innecessaris i que no lideri atacs contra les ciutats.
Tanmateix, Coislin va decidir apoderar-se de la ciutat de Guérande, per tal de permetre al duc de Borbó-Condé desembarcar pel port de Croizic. A finals de juny, va demanar ajuda a Jean Terrien, que comandava una legió de 2.443 homes a la regió de Sió, i al marquès de Rochequairie, comandant de la legió Châteaubriant. El 6 de juliol les tres legions reialistes es van reunir a Campbon i l'endemà es van traslladar a Guérande.

## Forces presents
Al costat imperial, la ciutat de Guérande estava defensada per 120 duaners i 30 soldats del 65è regiment d'infanteria de línia.
Els chouans van desplegar 4.000 homes de les legions del marquès de Coislin, Jean Terrien i el marquès de Rochequairie. També tenen un canó anglès de 4 lliures.

## Procés

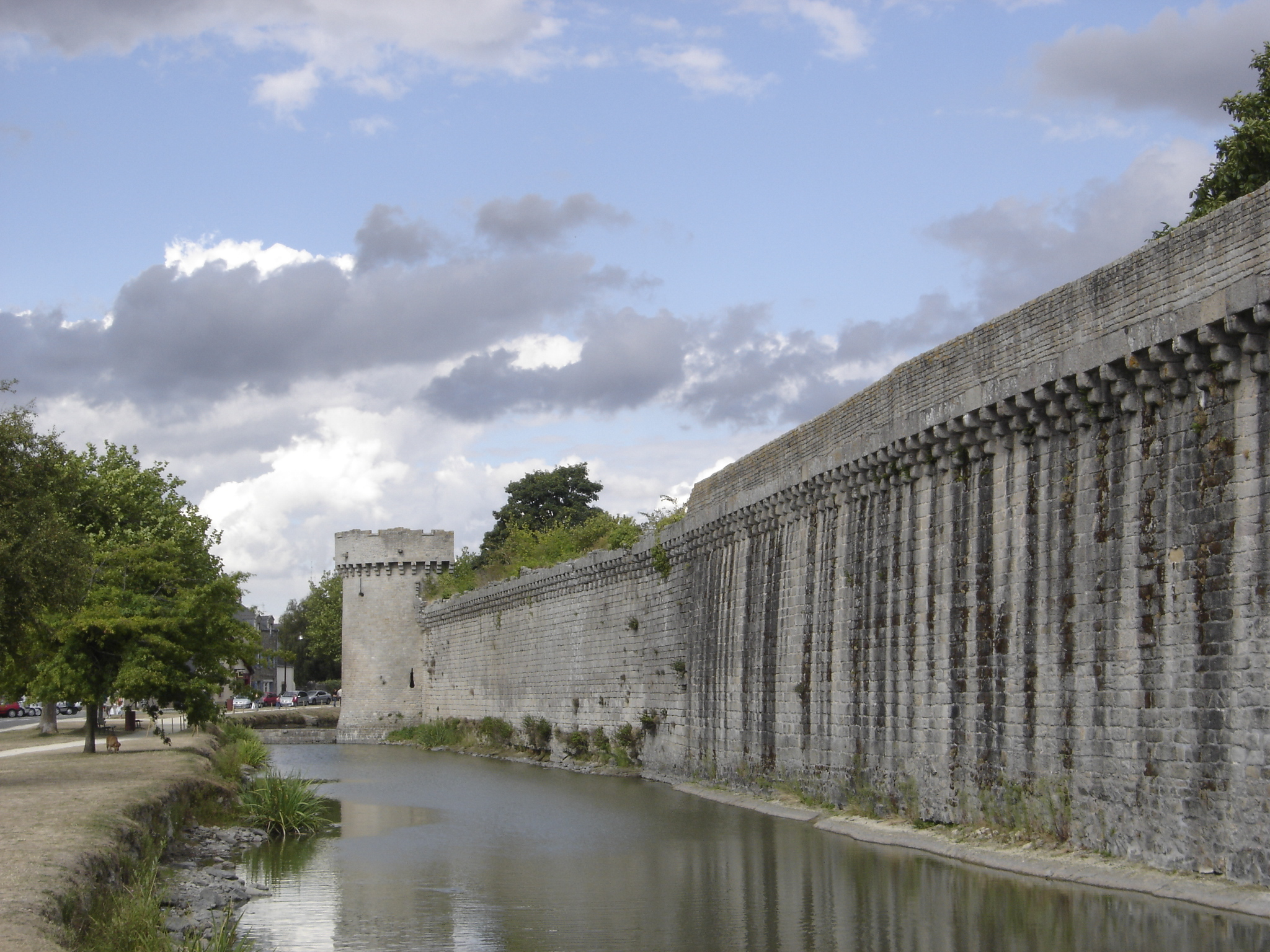
Vista l'any 2006 de les muralles de Guérande.

Malgrat la seva clara superioritat numèrica, els chouans es van enfrontar a les séquies i muralles de la ciutat, que eren defensades per la guarnició imperial. Els defensors van llançar, sobretot, runes arrencades de les parets als atacants. El canó únic de 4 lliures dels reialistes era incapaç de destrossar les parets o de trencar les portes, que havien estat folrades amb munts de fem.
Tampoc no volia que un incendi arrasés la ciutat, Coislin aviat va donar l'ordre de retirar-se. Els chouans van aturar l'atac al final de la tarda i es van endur els seus morts i ferits.

## Pèrdues
En un informe enviat el 10 de juliol al general Lamarque, el director de duanes de Nantes va anunciar que tretze agents de duanes havien resultat ferits durant la lluita, entre ells tres mortals, mentre portava les pèrdues dels chouans a 290 pagesos posats fora de combat.
A les seves memòries, el general reialista Louis d'Andigné també esmenta «una pèrdua força important» per part dels chouan.
Les pèrdues de la legió de Jean Terrien van ser dos morts i sis ferits. Les de les legions de Coislin i Rochequairie no es coneixen.

## Conseqüències
El 7 de juliol, el mateix dia de l'atac a Guérande, el rei Lluís XVIII va entrar a París i es va restablir la monarquia. Les ciutats en poder dels imperials es sotmeten llavors. El 30 de juliol desfilen els chouans de Coislin a Savenay. Els regidors municipals i guàrdies nacionals de Guérande, per la seva banda, esmenaren atribuint la resistència del 7 de juliol a l'obstinació dels duaners i del 65è regiment d'infanteria de línia. El 9 d'agost, l'exèrcit prussià va arribar a Loire-Inférieure i va ocupar Ancenis, Varades, Savenay i Châteaubriant. També va fer una incursió a Nantes durant catorze dies. Inicialment ben rebuts, els prussians van dur a terme nombroses requisicions, que van provocar enfrontaments amb els chouans que van amenaçar de tornar a prendre les armes. Tanmateix, l'ocupació aliada a Occident va ser força breu: a finals de novembre, l'exèrcit prussià es va retirar del Loire-Inférieure.